# Jurkiszki (rejon ignaliński)
Jurkiszki (lit. Jurkiškė) – wieś na Litwie, w okręgu uciańskim, w rejonie ignalińskim, w gminie Melegiany.

## Historia
W czasach zaborów zaścianek w powiecie święciańskim, w guberni wileńskiej Imperium Rosyjskiego. W 1866 roku miała 15 mieszkańców w 2 domach. W 1905 roku liczył 40 mieszkańców, 43 dziesięciny.
W dwudziestoleciu międzywojennym wieś leżała w Polsce, w województwie wileńskim, w powiecie święciańskim, w gminie Daugieliszki.
W 1931 w 9 domach zamieszkiwały 32 osoby.
Miejscowość należała do parafii rzymskokatolickiej w Paryndze. Podlegała pod Sąd Grodzki w Święcianach i Okręgowy w Wilnie; właściwy urząd pocztowy mieścił się w Daugieliszkach.